# Pieter Bleeker

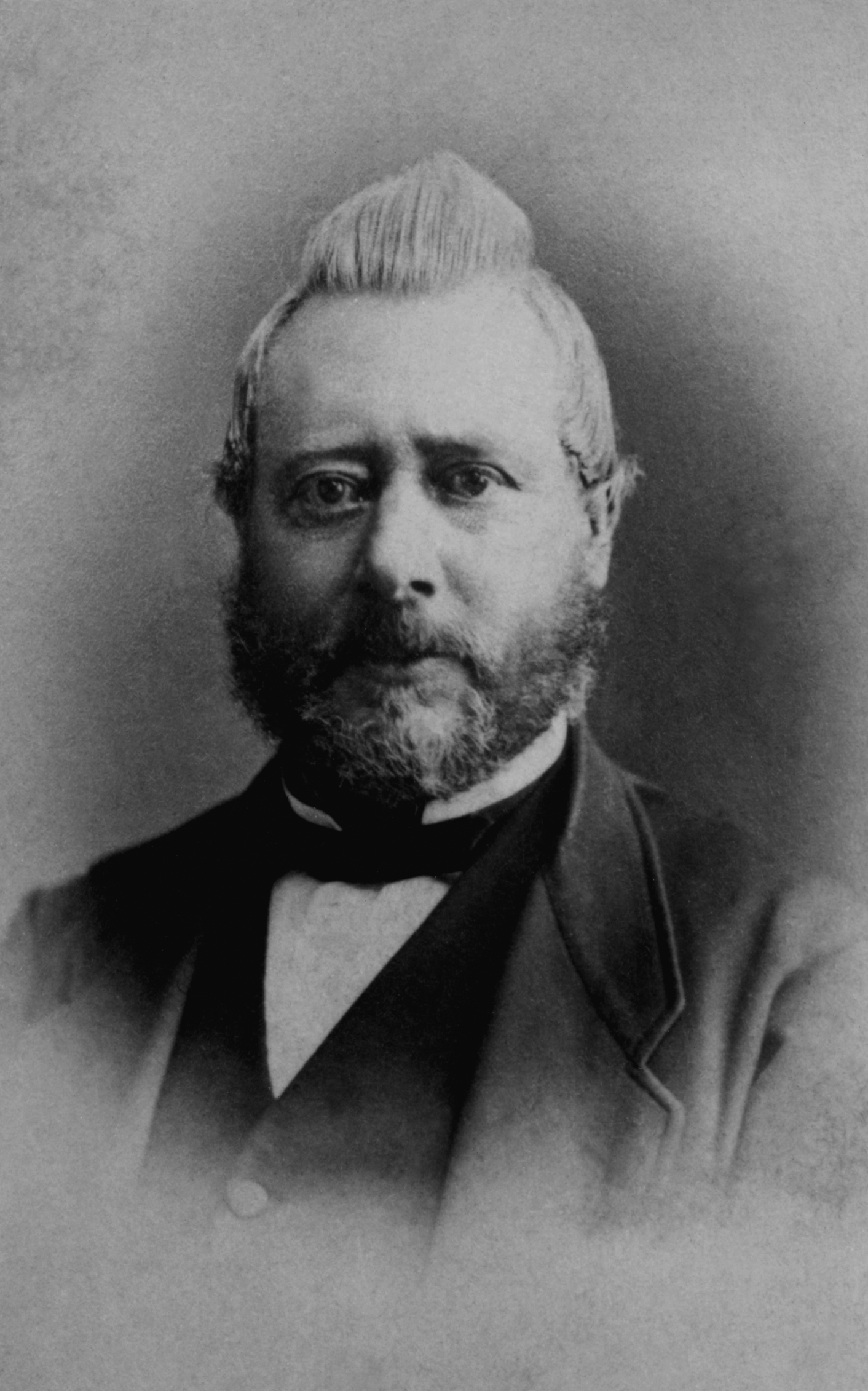
Pieter Bleeker

Pieter Bleeker (n. 10 iulie 1819, Zaandam – d. 24 ianuarie 1878, Haga) a fost un medic, ihtiolog și herpetologist neerlandez.
În perioada 1842-1860, Bleeker a fost medic militar în armata neerlandeză staționată în Indonezia. Aici a studiat peștii din această regiune. El a făcut o colecție de 12.000 de exemplare, în prezent cea mai mare parte a ei este conservată la Muzeul de Istorie Naturală din Leiden. La întoarcerea sa în Țările de Jos în 1860, a început pregătirea unei lucrări mari, care a început să apară doi ani mai târziu, sub titlul Atlas Ichthyologique des Orientales Néerlandaises. Treizeci și șase volume, ilustrate cu 1.500 de planșe, au apărut până în 1878. Muzeul American de Istorie Naturală a reeditat în zece volume această lucrare între 1977 și 1983. Bleeker a publicat, de asemenea, aproximativ 730 de articole pe diverse subiecte, inclusiv 520 despre ihtiologie. El a descris 511 genuri noi și 1925 specii noi, din care cca. 1.100 specii din Java.